# Fok

Umiejscowienie foka w przypadku kilku sztaksli przednich

Fok – żagiel i jeden z podstawowych elementów ożaglowania występujący w formie sztaksla przedniego bądź żagla przymasztowego. 
Jako sztaksel wieszany jest na sztagu umiejscowionym najbliżej przedniego masztu. W przypadku większej liczby sztaksli przednich fok występuje jako ostatni, najbliżej masztu (w kolejności za lataczem, kliwrem i bomkliwrem). W odróżnieniu od genui kryje grota w nieznacznym stopniu bądź też wcale.
Na żaglowcach i większych jednostkach wielomasztowych fok może występować jako żagiel przymasztowy i wtedy jest to główny żagiel pierwszego masztu. Wyjątek stanowią jol i kecz, gdzie przednim masztem jest grotmaszt, a żagiel na nim to grotżagiel (grot).
Fokmasztem nazywamy pierwszy maszt od strony dziobu znajdujący się na większości jednostek pływających o napędzie żaglowym i posiadających co najmniej dwa maszty. Wyjątkiem są jednostki dwumasztowe, na których pierwszy maszt jest wyższy od drugiego. W tym wypadku pierwszy maszt nazywany jest grotmasztem a drugi bezanmasztem.
Obecnie przedrostek „fok-” zastępuje wcześniej stosowaną formę „for-” dla oznaczenia elementów ożaglowania, omasztowania i osprzętu pierwszego masztu (fokbramwanty, fokmarsreja). 
Można wyróżnić następujące rodzaje foków ze względu na ich zastosowanie:
- fok marszowy – podstawowy typ foka stosowany w standardowych warunkach żeglugowych dla danej jednostki pływającej
- foki pasatowe – inaczej bliźniacze; zestaw dwóch symetrycznych foków stosowanych na kursach pełnych. Wystawiane są po jednym na każdą burtę i rozpinane dodatkowo bomami. Stosowane w warunkach wiatrowych do 7° w skali Beauforta.
- fok wodny – inaczej spinakerowy, stawiany dodatkowo ze spinakerem jako żagiel wspomagający
- balonfok – zamiennik foka marszowego stosowany przy słabych wiatrach (do 3° B) o zwiększonej powierzchni i zmodyfikowanym kroju
- demoiselle – zamiennik foka marszowego przeznaczony do żeglugi przy bardzo słabych wiatrach (ok. 1° B)